# Хорњи Брана
Хорњи Брана (чеш. Horní Branná) је насељено мјесто са административним статусом сеоске општине (чеш. obec) у округу Семили, у Либеречком крају, Чешка Република.

## Становништво
Према подацима о броју становника из 2014. године насеље је имало 1.864 становника.